# Château de Rabaud

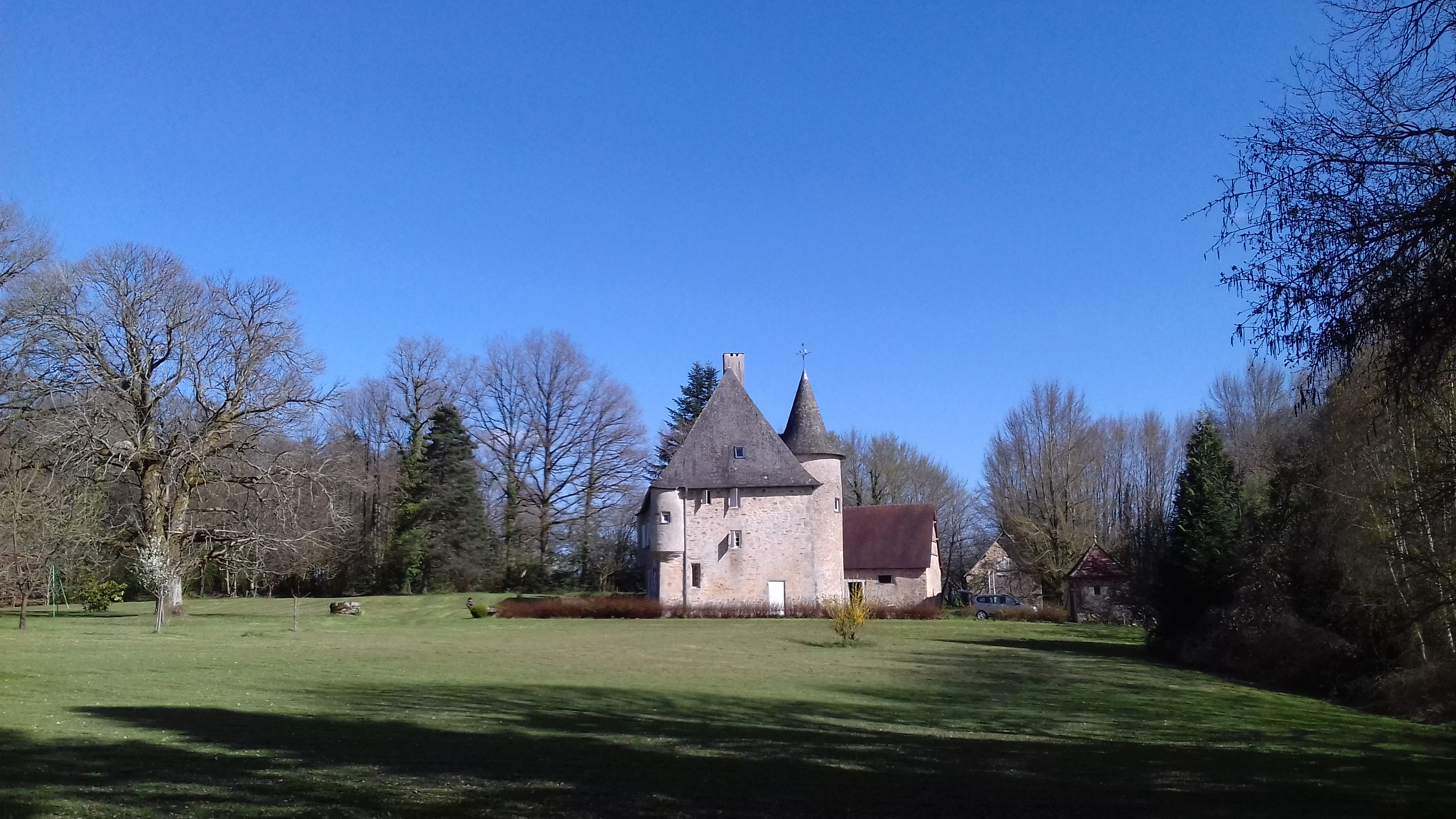
Vue ouest du château de Rabaud avant restauration.

Le château de Rabaud est une maison forte rurale, carrée, avec ses échauguettes et sa tour principale, bâtie aux abords de Masseret en Corrèze.
Ce type de maison forte proliféra un peu partout dans le Royaume de France, du Moyen Âge jusqu’au début de la Renaissance, à proximité des bourgs, distincte du castra (une forteresse bâtie sur le site d’oppidum naturel de Masseret, veillait sur les environs jusqu’au XVIIIe siècle, et une motte féodale médiévale est encore visible près de l’aire d’autoroute Porte de la Corrèze, à quelques centaines de mètres du manoir). Pour cette raison, Rabaud est qualifiée de repaire, « repayrium », qualificatif régional des maisons fortifiées, comme en Périgord. En effet, le repaire de Rabaud s'inscrit dans une période favorable aux constructions de châteaux et de manoirs en Limousin. Un article rédigé il y a plus de 20 ans dans le numéro 159 de la revue des VMF (vieilles maisons françaises), explique que « depuis la fin de la guerre de Cent Ans jusqu'aux guerres de religion, le Limousin connut cent ans de paix. Les aristocrates tirèrent parti de ces temps pacifiques pour bâtir : on trouve en Corrèze toute une série de châteaux et manoirs construits dans la seconde moitié du XVe siècle, quelques-uns dans la première moitié du XVIe siècle ». Ces constructions présentent des tours d'escalier sur la façade principale à partir d'un ouvrage en forme de quadrilatère, et des échauguettes. De ce point de vue, Rabaud a été considéré comme caractéristique de l'architecture limousine. Raison pour laquelle cet édifice et ses dépendances ont été inscrits à l'inventaire supplémentaire des monuments historiques, en 1990. Manière aussi de les protéger de la construction de l'autoroute A 20, qui sans cette protection, passerait aujourd'hui à 20 ou 30 mètres du manoir.
Des exemples de constructions analogues peuvent être rencontrés en Corrèze. Notons le château d'Auyères sur la commune de Goulles, dans la Xaintrie, et, dans une moindre mesure, le château de Lachaud à Meilhards.

## Rabaud à Masseret

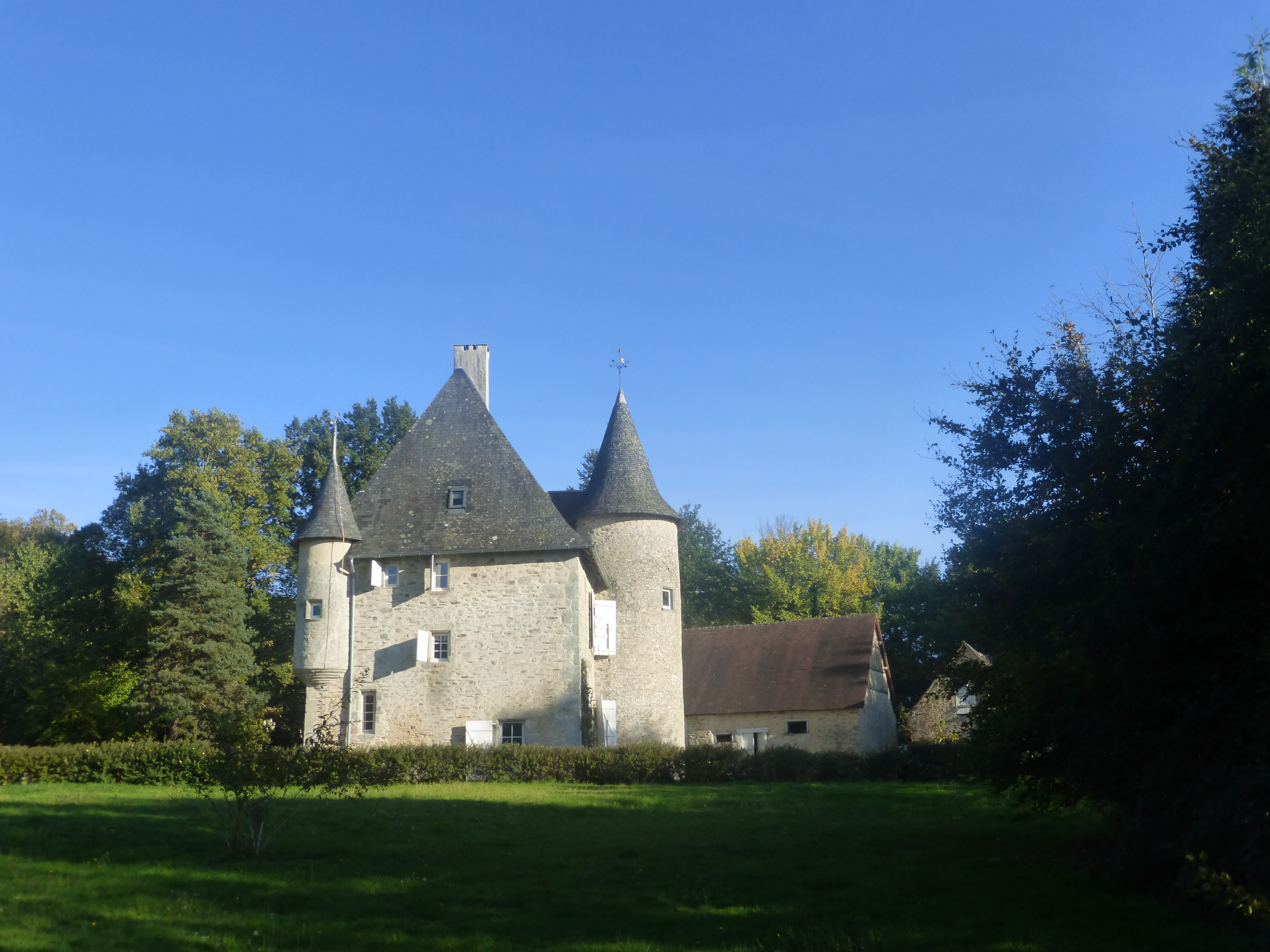
Vue d'ouest sur une des échauguettes restaurées.

Charles Plumerel dans sa monographie de Masseret, signale qu'au XVe siècle, la ville de Masseret possédait quatre portes, Rabaud, Gaytord ou Guitard, Valois, Fréchebise. Champeval dans son ouvrage Le Bas Limousin, évoque le nom du faubourg de Rabaud. Suivant cet auteur, Rabaud a appartenu d'abord aux Laplace, puis aux Saint Aulaire, qui vendent à Julien Courteys, marié à Jeanne de Joyet. Rabaud passe à Bertrand Courteys, seigneur de La Jarrige (1696), à Maleix, bourgeois en 1745, aux Corbier, seigneurs de la Frénie (1764). Mis en adjudication à la bougie en 1854 en conséquence d'un procès, Rabaud est adjugé à Mme de Saulnier, parente des Corbier. Sa contenance à cette époque est de 112 hectares. Il appartint ensuite à Mlle d'Almay de La Garennie qui le tenait de sa mère née Corbier.
En 1944, M. Baillot d'Estivaux, neveu de Mlle d'Almay en devint propriétaire. Ce dernier, membre de la société archéologique et historique du Limousin, écrivit beaucoup sur le Limousin. Notons par exemple son ouvrage Masseret, son histoire, sa châtellenie, ses communaux, sa paroisse et en particulier l'étude exhaustive de la charte de 1430 de Masseré (avec un "é") que ce chercheur a faite et que Bournazel reprend dans son ouvrage, Le Pays d'Uzerche.
La charte de 1430, négociée vers la fin de la guerre de cent ans, est la codification d'anciennes coutumes et usages à Masseret. Elle a été analysée par Franck Baillot d'Estivaux à partir de la copie de l'acte authentique dressé en 1524 par Barthélémy de Beaume, notaire à Lubersac, document qui a été conservé. Par exemple, au terme de la charte, chaque habitant doit le guet, mais le jour seulement ; celui de nuit, à faire en la tour du château (aujourd'hui disparu), incombe au vicomte de Limoges, chargé d'y pourvoir par son capitaine.
Selon Baillot d'Estivaux, Rabaud abritait déjà un rendez-vous de chasse au XIIIe siècle, ce qu'un détail d'architecture, décelé par un architecte des bâtiments de France pour la Corrèze, semble confirmer.
Baillot d'Estivaux signale une chapelle jusqu'en 1710, près le portail de sortie, sans autre précision.
Rabaud était en effet une maison catholique, ainsi qu'en témoigne une croix sculptée sur le conduit de cheminée, visible dans le grenier. Sur ce pieux chapitre, la présence de Jeanne de Joyet, au XVIIe siècle, épouse de Julien Courteys, fait écho à Monsieur Prosper Roume de Joyet, originaire de Masseret, fabricant d'ornements d'église dans le quartier Saint Sulpice à Paris qui, au début du siècle dernier, fut à l'origine du pèlerinage de Notre Dame des Miracles. Reconnaissant envers la Vierge des Miracles de Saint-Maur-des-Fossés pèlerinage de Notre-Dame des Miracles (Saint-Maur-des-Fossés), il obtient en 1912 de l'évêque de Tulle, cette nouvelle dévotion. En se promenant dans Masseret, des statuettes en plâtre de Notre Dame des Miracles, copies de la somptueuse statue que M. Roume de Joyet offrit à l'église de Masseret, sont visibles. Cette église, monument historique, comporte une châsse de sainte Valérie, du XIIIe siècle, elle-même classée depuis la fin du XIXe siècle.

## Détails caractéristiques[9]

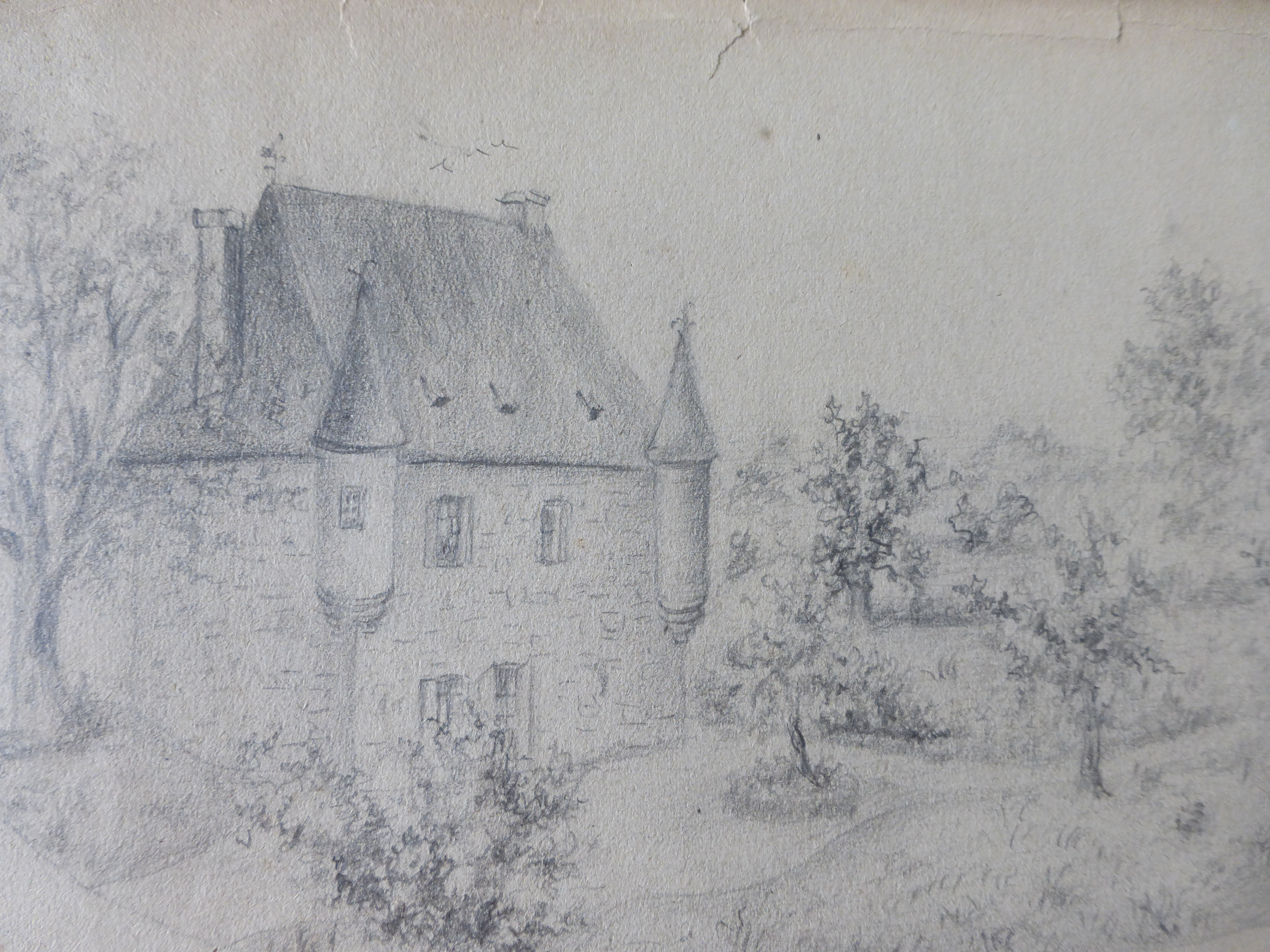
Dessin de la façade nord en 1896 avec les échauguettes à poivrières.

Rabaud est construit à partir d'un quadrilatère simple et présente une tour ronde en hors d’œuvre au sud, coiffée d'une poivrière, elle-même couverte en ardoises d'Alassac, clouées sur volige. Cette tour principale abrite un escalier à vis en pierres taillées qui dessert quatre niveaux : la cave voûtée, le rez-de-chaussée, le 1er étage et le grenier. Notons au-dessus de la porte d'entrée un blason lisse sans armoiries.
Sur la façade postérieure, deux échauguettes d'angle à encorbellement peuvent être remarquées, dont l'une a conservé des barreaux à la fenêtre. Malheureusement décoiffées vers 1900, elles étaient autrefois surmontées d'une poivrière ainsi qu'en témoigne un dessin réalisé à la plume par Elisabeth de Corbier en 1896 (collection privée). Sur la base de ce document, une reconstruction a pu être entreprise en 2020, avec l'autorisation de la DRAC de Limoges. Les proportions et la silhouette du château ont ainsi été rétablies.
Avec ses dépendances, Rabaud conserve les attributs d'une économie rurale autarcique : son puits légèrement au Nord-ouest, son pigeonnier sur le pignon sud de la grange (les pierres d'envol et les alvéoles sont nettement visibles), grange qui servait d'étable (la mangeoire que les encolures des vaches limousines ont usée et patinée au fil du temps a été conservée), le double four à pain dans la maisonnette parallèle au manoir.
Le jardin possède les vestiges de canalisations hydrauliques permettant l'irrigation d'un ancien potager à partir d'une source en amont. Un large bassin rectangulaire à débordement servait vraisemblablement au repaire de lavoir tandis qu'un puits assurait les besoins en eau de consommation.
Désormais abandonné, ce jardin a favorisé l'apparition d'une ormaie rudérale qui s'établit au voisinage des habitations. Malheureusement, ces rejets d'ormes ne sont capables de se développer que jusqu'à un certain stade, avant d'être atteints par la graphiose, maladie fongique, qui a pratiquement fait disparaître d'Europe l'orme champêtre.
La mémoire locale fait état d'un souterrain partant en direction de Masseret sur plusieurs centaines de mètres. Malgré de récents sondages, sa mise au jour est encore à accomplir.
Dans la pièce principale, chauffée par un cantou et pavée d'un sol en pisé typique de la région, un plafond à la française, « tant plein que vide », dans ses proportions, comme de juste, peut être observé. Taillées à l'herminette, la plupart des poutres apparaissent d'origine si l'on en croit le verdict des spécialistes selon qui la scie longue n'était utilisée en menuiserie qu'à partir du XVIIe siècle. Un corbeau et un modillon en tête d'homme, rapportés il y a longtemps pour soutenir une poutre qui a vrillé, peuvent être observés. Nous retrouvons de nombreuses sculptures analogues dans le bourg de Masseret, sur des constructions bien postérieures. S'agit-il d'éléments démontés du château de Masseret après sa destruction au XVIIIe siècle ? Quoi qu'il en soit, un second peut être aperçu, sous le toit, à l'angle sud-est du manoir, taillé en forme de tête de chat, semble-t-il.
Le cabanon au toit à quatre pans est bien plus récent que le manoir et ses dépendances. Il figure pourtant déjà sur le cadastre dit de Napoléon, de 1812. Un épi de faîtage en terre cuite émaillée, caractéristique de la région, domine ce petit bâtiment. Surmonté d'un oiseau, il est percé de trous, censés provoquer un sifflement lorsque le vent souffle.
La maison est restée dans son jus malgré les remaniements opérés au XIXe siècle : la distribution des pièces a été refaite pour lui donner plus de confort. Les cheminées monumentales démontées pour en réduire les ouvertures. Les fenêtres, au contraire, ont été agrandies pour la plupart, pour donner plus de luminosité, quand elles n'ont pas été transformées en porte-fenêtre. Ici et là, les cicatrices d'anciens barreaudages, peuvent être remarquées.
Enfin, un trou carré dans un chaînage de pierres chanfreinées, à l'entrée, entre la grange et la maisonnette du four à pain, témoigne de l'existence d'une porte forte que l'on fermait, en la consolidant, d'une poutre  transversale. Ce détail qui n'avait pas échappé à la sagacité de l'architecte des bâtiments de France, démontrerait que Rabaud abritait une construction dès le XIIIe siècle.